# Альвидино
Альвидино́ (тат. Әлбәдән) — деревня в Пестречинском районе Республики Татарстан, на реке Мёша, в 14 километрах к востоку от села Пестрецы.

## История деревни
Данный населённый пункт известен со времён Казанского ханства.
В дореволюционных источниках учитывался как два селения: Крещёное Альведино (Альвидино) и Русское Альведино (Альвидино). Население первого составляли крещёные татары, второго — русские.
До Крестьянской реформы в России 1861 г. жители относились к категориям государственных и помещичьих крестьян. Занимались земледелием, разведением скота, пчеловодством, торговали хлебом и лесом в Казани.
В начале XX в. в Крещёном Альведино функционировали церковно-приходская школа, два хлебозапасных магазина, три мелочные лавки. В Русском Альведино имелся хлебозапасный магазин и мелочная лавка.
В этот период земельный надел кряшенской (крещёно-татарской) части сельской общины составлял 497 десятин, русской — 27 десятин.
В 1930 г. в Альвидино был организован колхоз «Урняк» (с 1950 г. — колхоз имени Мичурина), в 1960 г. вошедший в состав колхоза «Марс» (с 1979 г. — колхоз имени Гаврилова, с 1997 г. — сельскохозяйственный производственный кооператив).

## Территориальная принадлежность, население
До 1920 г. Альвидино относилось к Селенгушской волости Лаишевского уезда Казанской губернии. С 1920 г. — в составе Лаишевского, с 1927 г. — Арского кантонов, с 10 августа 1930 г. — в Пестречинском районе ТАССР.
Число жителей: в 1782 г. — 151 душа мужского пола; в 1859 г. — 332, в 1897 г. — 688, в 1908 г. — 676, в 1926 г. — 680, в 1949 г. — 677, в 1958 г. — 676, в 1970 г. — 579, в 1979 г. — 393, в 1989 г. — 190, в 2000 г. — 131 человек.
Национальный состав: татары, главным образом — кряшены.

## Современное состояние
Основное занятие населения: полеводство, молочное скотоводство. Действует страусиная ферма ООО «Сердинка», построенная Н. А. Мухиным.
В настоящее время одной из основных проблем в Альвидино, как и большинства сел и деревень Татарстана является безработица и, как следствие, отток населения, в первую очередь, молодежи, в города.

## Достопримечательности
Альвидино — родина Героя Советского Союза П. М. Гаврилова.
7 мая 2008 г. в Альвидино были торжественно открыты автодорога и монумент в честь Героя Советского Союза П. М. Гаврилова.
С июля 2010 г. в Альвидино действует музей П. М. Гаврилова, открытый к его 110-летию с участием заместителя премьер-министра — министра культуры Республики Татарстан З. Р. Валеевой.

Отныне въезд в село украсился крепким уютным домом, который виден издалека с трассы. Обращаясь к участникам церемонии, Зиля Валеева сказала, что это событие особенное, знаковое для всей республики и страны, так как открывается музей настоящего героя, удивительного человека, сумевшего организовать оборону Брестской крепости в невероятных условиях, мужеством и героизмом которого были восхищены даже враги. Первыми посетителями музея стали ветераны фронта и тыла, жители села и его гости. Здесь представлены документы, военное обмундирование, часы, книги с дарственной надписью Петра Гаврилова, другие вещи героя.— Михеева Фания. Дом-музей напомнит о Герое// Республика Татарстан. — 2010. — № 133 (2 июля).